# Campeonato Europeo Sub-17 de la UEFA 2016
El Campeonato Europeo Sub-17 de la UEFA es la decimoquinta vez que se celebra. La fase final se realizó en Azerbaiyán. El torneo consta de tres fases distintas:  la fase de clasificación, la ronda de élite y la fase final. La primera fase de clasificación comenzó el 22 de septiembre de 2015.

## Rondas previas clasificatorias
Las selecciones nacionales de las 54 federaciones miembro de la UEFA participaron en la competición. Con Azerbaiyán clasificado automáticamente como anfitrión, los otros 53 equipos disputaron una competencia clasificatoria para determinar los 15 lugares restantes en el torneo final. La competición clasificatoria constaba de dos rondas: la ronda clasificatoria, que tuvo lugar en el otoño de 2015, y la ronda élite, que tuvo lugar en la primavera de 2016.

### Equipos clasificados
Los siguientes 16 equipos se clasificaron para el torneo final:
Nota: Todas las estadísticas de aparición incluyen solo la era Sub-17 (desde 2002).
| Equipo               | Método de calificación | Apariciones | Última aparición | Mejor rendimiento anterior             |
| -------------------- | ---------------------- | ----------- | ---------------- | -------------------------------------- |
| Azerbaiyán           | Hosts                  | 1           | —                | Debut                                  |
| Dinamarca            | Ganador Grupo 1        | 4           | 2011             | Semifinal (2011)                       |
| Escocia              | Segundo Grupo 1        | 4           | 2015             | Semifinal (2014)                       |
| Ucrania              | Ganador Grupo 2        | 5           | 2013             | Fase de Grupo (2002, 2004, 2007, 2013) |
| Inglaterra           | Segundo Grupo 2        | 11          | 2015             | Campeón (2010, 2014)                   |
| Italia               | Ganador Grupo 3        | 6           | 2015             | Subcampeón (2013)                      |
| Bosnia y Herzegovina | Segundo Grupo 3        | 1           | —                | Debut                                  |
| Alemania             | Ganador Grupo 4        | 9           | 2015             | Campeón (2009)                         |
| Países Bajos         | Segundo Grupo 4        | 10          | 2015             | Campeón (2011, 2012)                   |
| Portugal             | Ganador Grupo 5        | 6           | 2014             | Campeón (2003)                         |
| Suecia               | Segundo Grupo 5        | 2           | 2013             | Semifinal (2013)                       |
| Francia              | Ganador Grupo 6        | 10          | 2015             | Campeón (2004, 2015)                   |
| Austria              | Segundo Grupo 6        | 5           | 2015             | Tercer puesto (2003)                   |
| Serbia               | Ganador Grupo 7        | 5           | 2011             | Cuartos de Final (2002)                |
| Bélgica              | Ganador Grupo 8        | 5           | 2015             | Semifinal (2007, 2015)                 |
| España               | Segundo Grupo 8        | 10          | 2015             | Campeón (2007, 2008)                   |

## Sedes
El torneo se celebró en cuatro sedes, todas en Bakú:
| Bakú                     | Bakú            | Bakú | Bakú             | Bakú            |
| ------------------------ | --------------- | ---- | ---------------- | --------------- |
| Estadio Olímpico de Bakú | Azersun Arena   | Bakú | Bakcell Arena    | Dalga Arena     |
| Capacity: 68 000         | Capacity: 4 735 | Bakú | Capacity: 10 500 | Capacity: 6 700 |
|                          |                 | Bakú |                  |                 |

## Árbitros
Se designaron un total de 8 árbitros, 12 árbitros asistentes y 4 cuartos árbitros para la fase final del torneo.
| Árbitros - Petr Ardeleánu - Svein-Erik Edvartsen - Bartosz Frankowski - Gunnar Jarl Jónsson - Fran Jović - Peter Kráľovič - Ville Nevalainen - Mitja Žganec | Árbitros asistentes - Balázs Buzás - Andrew Christiansen - Lazaros Dimitriadis - Marios Dimitriadis - Emmett Dynan - Vasile Ermișchin - Alain Heiniger - Neeme Neemlaid - Edward Spiteri - Ceyhun Sesigüzel - Georgi Todorov - Levan Varamishvili | Cuarto árbitros - Aliyar Aghayev - Alain Durieux - Orkhan Mammadov - Sergejus Slyva |

## Sorteo final
El sorteo final se llevó a cabo el 8 de abril de 2016 en Azerbaiyán.

## Fase de grupos

### Grupo A
| Equipo     | Pts | PJ | PG | PE | PP | GF | GC | Dif |
| ---------- | --- | -- | -- | -- | -- | -- | -- | --- |
| Portugal   | 7   | 3  | 2  | 1  | 0  | 7  | 0  | +7  |
| Bélgica    | 5   | 3  | 1  | 2  | 0  | 3  | 1  | +2  |
| Azerbaiyán | 4   | 3  | 1  | 1  | 1  | 2  | 6  | -4  |
| Escocia    | 0   | 3  | 0  | 0  | 3  | 0  | 5  | -5  |

| 5 de mayo de 2016, 16:00 | Bélgica                            | 2:0 (0:0) | Escocia | Bakcell Arena, Bakú        |                            |
|                          | Milan Corryn 45' · Loïs Openda 60' | Reporte   |         | Árbitro(s): Peter Kralović | Árbitro(s): Peter Kralović |

| 5 de mayo de 2016, 17:00 | Azerbaiyán | 0:5 (0:3) | Portugal                                                                              | Estadio Olímpico de Bakú, Bakú                                |                                                               |
|                          |            | Reporte   | José Gomes 4' 16' · Elchin Asadov 24' (p.p.) · Miguel Luis 44' · Gedson Fernandes 76' | Asistencia: 33000 espectadores Árbitro(s): Bartosz Frankowski | Asistencia: 33000 espectadores Árbitro(s): Bartosz Frankowski |

| 8 de mayo de 2016, 12:30 | Portugal                   | 2:0 (1:0) | Escocia | Dalga Arena, Bakú               |                                 |
|                          | Quina 37' · José Gomes 55' | Reporte   |         | Árbitro(s): Gunnar Jarl Jónsson | Árbitro(s): Gunnar Jarl Jónsson |

| 8 de mayo de 2016, 16:00 | Azerbaiyán         | 1:1 (0:0) | Bélgica                | Bakcell Arena, Bakú        |                            |
|                          | Murad Mahmudov 77' | Reporte   | Adrien Bongiovanni 72' | Árbitro(s): Petr Ardeleanu | Árbitro(s): Petr Ardeleanu |

| 11 de mayo de 2016, 13:00 | Escocia | 0:1 (0:0) | Azerbaiyán        | Bakcell Arena, Bakú              |                                  |
|                           |         | Reporte   | Farid Nabiyev 79' | Árbitro(s): Svein-Erik Edvartsen | Árbitro(s): Svein-Erik Edvartsen |

| 11 de mayo de 2016, 13:00 | Portugal | 0:0 (0:0) | Bélgica | Dalga Arena, Bakú            |                              |
|                           |          | Reporte   |         | Árbitro(s): Ville Nevalainen | Árbitro(s): Ville Nevalainen |

### Grupo B
| Equipo               | Pts | PJ | PG | PE | PP | GF | GC | Dif |
| -------------------- | --- | -- | -- | -- | -- | -- | -- | --- |
| Alemania             | 7   | 3  | 2  | 1  | 0  | 9  | 3  | +6  |
| Austria              | 6   | 3  | 2  | 0  | 1  | 4  | 4  | 0   |
| Bosnia y Herzegovina | 3   | 3  | 1  | 0  | 2  | 3  | 6  | -3  |
| Ucrania              | 1   | 3  | 0  | 1  | 2  | 3  | 6  | -3  |

| 5 de mayo de 2016, 12:00 | Austria                       | 2:0 (2:0) | Bosnia y Herzegovina | Bakcell Arena, Bakú        |                            |
|                          | Christoph Baumgartner 18' 35' | Reporte   |                      | Árbitro(s): Petr Ardeleanu | Árbitro(s): Petr Ardeleanu |

| 5 de mayo de 2016, 15:00 | Ucrania                                | 2:2 (1:1) | Alemania                                | Estadio Olímpico de Bakú, Bakú  |                                 |
|                          | Denys Yanakov 33' · Serhiy Buletsa 67' | Reporte   | Yari Otto 37' · Sam Francis Schreck 74' | Árbitro(s): Gunnar Jarl Jónsson | Árbitro(s): Gunnar Jarl Jónsson |

| 8 de mayo de 2016, 12:00 | Ucrania | 0:2 (0:2) | Austria                                 | Bakcell Arena, Bakú              |                                  |
|                          |         | Reporte   | Romano Schmid 7' · Valentino Müller 21' | Árbitro(s): Svein-Erik Edvartsen | Árbitro(s): Svein-Erik Edvartsen |

| 8 de mayo de 2016, 17:00 | Alemania                                     | 3:1 (1:1) | Bosnia y Herzegovina | Bakcell Arena, Bakú        |                            |
|                          | Atakan Akkaynak 17' (P.) · Yari Otto 66' 72' | Reporte   | Tom Baack 2' (p.p.)  | Árbitro(s): Peter Kralović | Árbitro(s): Peter Kralović |

| 11 de mayo de 2016, 17:15 | Bosnia y Herzegovina      | 2:1 (2:0) | Ucrania            | Bakcell Arena, Bakú    |                        |
|                           | Benjamin Hadžić 38' 40+1' | Reporte   | Andriy Kulakov 69' | Árbitro(s): Fran Jović | Árbitro(s): Fran Jović |

| 11 de mayo de 2016, 17:15 | Alemania                                                                            | 4:0 (3:0) | Austria | Dalga Arena, Bakú        |                          |
|                           | Luca Meisl 3' (p.p.) · Atakan Akkaynak 25' · Kai Havertz 32' · Renat Dadashov 80+1' | Reporte   |         | Árbitro(s): Mitja Žganec | Árbitro(s): Mitja Žganec |

### Grupo C
| Equipo     | Pts | PJ | PG | PE | PP | GF | GC | Dif |
| ---------- | --- | -- | -- | -- | -- | -- | -- | --- |
| Suecia     | 6   | 3  | 2  | 0  | 1  | 3  | 2  | +1  |
| Inglaterra | 6   | 3  | 2  | 0  | 1  | 6  | 3  | +3  |
| Dinamarca  | 4   | 3  | 1  | 1  | 1  | 2  | 3  | -1  |
| Francia    | 1   | 3  | 0  | 1  | 2  | 0  | 3  | -3  |

| 6 de mayo de 2016, 17:00 | Francia | 0:0 (0:0) | Dinamarca | Dalga Arena, Bakú            |                              |
|                          |         | Reporte   |           | Árbitro(s): Ville Nevalainen | Árbitro(s): Ville Nevalainen |

| 6 de mayo de 2016, 17:00 | Inglaterra       | 1:2 (0:1) | Suecia            | Azersun Arena, Bakú              |                                  |
|                          | Reiss Nelson 62' | Reporte   | Joel Asoro 4' 59' | Árbitro(s): Svein-Erik Edvartsen | Árbitro(s): Svein-Erik Edvartsen |

| 9 de mayo de 2016, 12:00 | Dinamarca                   | 1:0 (0:0) | Suecia | Estadio Olímpico, Bakú   |                          |
|                          | Sebastian Buch Jensen 80+3' | Reporte   |        | Árbitro(s): Mitja Žganec | Árbitro(s): Mitja Žganec |

| 9 de mayo de 2016, 18:00 | Francia | 0:2 (0:1) | Inglaterra                             | Azersun Arena, Bakú    |                        |
|                          |         | Reporte   | Ben Morris 15' · Reiss Nelson 43' (P.) | Árbitro(s): Fran Jović | Árbitro(s): Fran Jović |

| 12 de mayo de 2016, 17:00 | Suecia              | 1:0 (0:0) | Francia | Azersun Arena, Bakú            |                                |
|                           | Teddy Bergqvist 45' | Reporte   |         | Árbitro(s): Bartosz Frankowski | Árbitro(s): Bartosz Frankowski |

| 12 de mayo de 2016, 17:00 | Dinamarca          | 1:3 (0:1) | Inglaterra                                            | Estadio Olímpico, Bakú     |                            |
|                           | Jens Odgaard 80+1' | Reporte   | Reiss Nelson 30' · Mason Mount 51' · George Hirst 78' | Árbitro(s): Peter Kralović | Árbitro(s): Peter Kralović |

### Grupo D
| Equipo       | Pts | PJ | PG | PE | PP | GF | GC | Dif |
| ------------ | --- | -- | -- | -- | -- | -- | -- | --- |
| España       | 7   | 3  | 2  | 1  | 0  | 7  | 3  | +4  |
| Países Bajos | 6   | 3  | 2  | 0  | 1  | 3  | 2  | +1  |
| Italia       | 3   | 3  | 1  | 0  | 2  | 4  | 6  | -2  |
| Serbia       | 1   | 3  | 0  | 1  | 2  | 2  | 5  | -3  |

| 6 de mayo de 2016, 12:00 | Italia                                | 2:1 (2:0) | Serbia              | Azersun Arena, Bakú      |                          |
|                          | Gianluca Scamacca 9' · Moise Kean 32' | Reporte   | Igor Maksimović 77' | Árbitro(s): Mitja Žganec | Árbitro(s): Mitja Žganec |

| 6 de mayo de 2016, 13:30 | Países Bajos | 0:2 (0:1) | España                           | Dalga Arena, Bakú      |                        |
|                          |              | Reporte   | Jordi Mboula 16' · Abel Ruiz 52' | Árbitro(s): Fran Jović | Árbitro(s): Fran Jović |

| 9 de mayo de 2016, 14:00 | Italia | 0:1 (0:0) | Países Bajos    | Azersun Arena, Bakú            |                                |
|                          |        | Reporte   | Che Nunnely 78' | Árbitro(s): Bartosz Frankowski | Árbitro(s): Bartosz Frankowski |

| 9 de mayo de 2016, 15:00 | Serbia                  | 1:1 (0:1) | España       | Estadio Olímpico, Bakú       |                              |
|                          | Dejan Joveljić 59' (P.) | Reporte   | Abel Ruiz 4' | Árbitro(s): Ville Nevalainen | Árbitro(s): Ville Nevalainen |

| 12 de mayo de 2016, 12:00 | España                                                                    | 4:2 (0:0) | Italia                                         | Azersun Arena, Bakú        |                            |
|                           | Brahim Díaz 44' · Francisco García 59' · Abel Ruiz 76' · Pol Lozano 80+1' | Reporte   | Marco Olivieri 65' (P.) · Andrea Pinamonti 72' | Árbitro(s): Petr Ardeleanu | Árbitro(s): Petr Ardeleanu |

| 12 de mayo de 2016, 12:00 | Serbia | 0:2 (0:0) | Países Bajos                              | Estadio Olímpico, Bakú          |                                 |
|                           |        | Reporte   | Marko Ilić 72' (p.p.) · Dylan Vente 80+1' | Árbitro(s): Gunnar Jarl Jónsson | Árbitro(s): Gunnar Jarl Jónsson |

## Fase Final

### Cuadro
|  | Cuartos de final | Cuartos de final |              |          | Semifinales | Semifinales |  |          | Final | Final |  |
|  |                  |                  |              |          |             |             |  |          |       |       |  |
|  |                  |                  |              |          |             |             |  |          |       |       |  |
|  | Portugal         | 5                |              |          |             |             |  |          |       |       |  |
|  | Portugal         | 5                |              |          |             |             |  |          |       |       |  |
|  | Austria          | 0                |              |          |             |             |  |          |       |       |  |
|  | Austria          | 0                |              | Portugal | 2           |             |  |          |       |       |  |
|  |                  |                  |              | Portugal | 2           |             |  |          |       |       |  |
|  |                  |                  | Países Bajos | 0        |             |             |  |          |       |       |  |
|  | Suecia           | 0                | Países Bajos | 0        |             |             |  |          |       |       |  |
|  | Suecia           | 0                |              |          |             |             |  |          |       |       |  |
|  | Países Bajos     | 1                |              |          |             |             |  |          |       |       |  |
|  | Países Bajos     | 1                |              |          |             |             |  | Portugal | 1 (5) |       |  |
|  |                  |                  |              |          |             |             |  | Portugal | 1 (5) |       |  |
|  |                  |                  | España       | 1 (4)    |             |             |  |          |       |       |  |
|  | Alemania         | 1                | España       | 1 (4)    |             |             |  |          |       |       |  |
|  | Alemania         | 1                |              |          |             |             |  |          |       |       |  |
|  | Bélgica          | 0                |              |          |             |             |  |          |       |       |  |
|  | Bélgica          | 0                |              | Alemania | 1           |             |  |          |       |       |  |
|  |                  |                  |              | Alemania | 1           |             |  |          |       |       |  |
|  |                  |                  | España       | 2        |             |             |  |          |       |       |  |
|  | España           | 1                | España       | 2        |             |             |  |          |       |       |  |
|  | España           | 1                |              |          |             |             |  |          |       |       |  |
|  | Inglaterra       | 0                |              |          |             |             |  |          |       |       |  |
|  | Inglaterra       | 0                |              |          |             |             |  |          |       |       |  |
|  |                  |                  |              |          |             |             |  |          |       |       |  |

### Cuartos de final
| 14 de mayo de 2016 | Portugal                                              | 5–0     | Austria | Dalga Arena, Baku,                                            |                                                               |
|                    | Gomes 7' (pen.), 18', 47' · Djú 51' · Miguel Luís 77' | Reporte |         | Asistencia: 200 espectadores Árbitro(s): Fran Jović (Croacia) | Asistencia: 200 espectadores Árbitro(s): Fran Jović (Croacia) |

| 14 de mayo de 2016 | Alemania     | 1–0     | Bélgica | Dalga Arena, Baku,                                                      |                                                                         |
|                    | Dadashov 46' | Reporte |         | Asistencia: 300 espectadores Árbitro(s): Gunnar Jarl Jónsson (Islandia) | Asistencia: 300 espectadores Árbitro(s): Gunnar Jarl Jónsson (Islandia) |

| 15 de mayo de 2016 | España     | 1–0     | Inglaterra | Bakcell Arena, Baku,                                                      |                                                                           |
|                    | García 11' | Reporte |            | Asistencia: 1,000 espectadores Árbitro(s): Svein-Erik Edvartsen (Noruega) | Asistencia: 1,000 espectadores Árbitro(s): Svein-Erik Edvartsen (Noruega) |

| 15 de mayo de 2016 | Suecia | 0–1     | Países Bajos | Bakcell Arena, Baku,                                                  |                                                                       |
|                    |        | Reporte | Chong 62'    | Asistencia: 500 espectadores Árbitro(s): Ville Nevalainen (Finlandia) | Asistencia: 500 espectadores Árbitro(s): Ville Nevalainen (Finlandia) |

### Semifinales
| 18 de mayo de 2016 | Portugal              | 2–0     | Países Bajos | Dalga Arena, Baku,                                                   |                                                                      |
|                    | Gomes 25' · Dalot 56' | Reporte |              | Asistencia: 730 espectadores Árbitro(s): Peter Kráľovič (Eslovaquia) | Asistencia: 730 espectadores Árbitro(s): Peter Kráľovič (Eslovaquia) |

| 18 de mayo de 2016 | Alemania     | 1–2     | España              | Dalga Arena, Baku,                                                    |                                                                       |
|                    | Dadashov 11' | Reporte | Ruiz 64' · Díaz 78' | Asistencia: 925 espectadores Árbitro(s): Bartosz Frankowski (Polonia) | Asistencia: 925 espectadores Árbitro(s): Bartosz Frankowski (Polonia) |

### Final
| 21 de mayo de 2016 | Portugal                                       | 1–1 (5–4 p.)               | España                                    | Bakcell Arena, Baku,                                                        |                                                                             |
|                    | Dalot 27'                                      | Reporte                    | Díaz 32'                                  | Asistencia: 7,253 espectadores Árbitro(s): Petr Ardeleánu (República Checa) | Asistencia: 7,253 espectadores Árbitro(s): Petr Ardeleánu (República Checa) |
|                    |                                                | Tiros desde el punto penal |                                           |                                                                             |                                                                             |
|                    | Gomes · Jota · Diogo Leite · Dalot · Fernandes |                            | Ruiz · Busquets · Chumi · Díaz · Morlanes |                                                                             |                                                                             |

| Bandera de Portugal |
| Campeón Portugal    |
| Sexto título        |

## Estadísticas

### Tabla general
| Equipo | Equipo               | Pts | PJ | PG | PE | PP | GF | GC | Dif | Rend |
| ------ | -------------------- | --- | -- | -- | -- | -- | -- | -- | --- | ---- |
| 1      | Portugal             | 14  | 6  | 4  | 2  | 0  | 15 | 1  | +14 | 78%  |
| 2      | España               | 14  | 6  | 4  | 2  | 0  | 11 | 5  | +6  | 78%  |
| 3      | Alemania             | 10  | 5  | 3  | 1  | 1  | 11 | 5  | +6  | 67%  |
| 4      | Países Bajos         | 9   | 5  | 3  | 0  | 2  | 4  | 4  | 0   | 60%  |
| 5      | Inglaterra           | 6   | 4  | 2  | 0  | 2  | 6  | 4  | +2  | 50%  |
| 6      | Suecia               | 6   | 4  | 2  | 0  | 2  | 3  | 3  | 0   | 50%  |
| 7      | Austria              | 6   | 4  | 2  | 0  | 2  | 4  | 9  | -5  | 50%  |
| 8      | Bélgica              | 5   | 4  | 1  | 2  | 1  | 3  | 2  | +1  | 42%  |
| 9      | Dinamarca            | 4   | 3  | 1  | 1  | 1  | 2  | 3  | -1  | 44%  |
| 10     | Azerbaiyán           | 4   | 3  | 1  | 1  | 1  | 2  | 6  | -4  | 44%  |
| 11     | Italia               | 3   | 3  | 1  | 0  | 2  | 4  | 6  | -2  | 33%  |
| 12     | Bosnia y Herzegovina | 3   | 3  | 1  | 0  | 2  | 3  | 6  | -3  | 33%  |
| 13     | Ucrania              | 1   | 3  | 0  | 1  | 2  | 3  | 6  | -3  | 11%  |
| 14     | Serbia               | 1   | 3  | 0  | 1  | 2  | 2  | 5  | -3  | 11%  |
| 15     | Francia              | 1   | 3  | 0  | 1  | 2  | 0  | 3  | -3  | 11%  |
| 16     | Escocia              | 0   | 3  | 0  | 0  | 3  | 0  | 5  | -5  | 0%   |

### Goleadores
| Jugador               | Selección            | Goles |
| --------------------- | -------------------- | ----- |
| José Gomes            | Portugal             | 7     |
| Abel Ruiz             | España               | 4     |
| Reiss Nelson          | Inglaterra           | 3     |
| Renat Dadashov        | Alemania             | 3     |
| Yari Otto             | Alemania             | 3     |
| Brahim Díaz           | España               | 3     |
| Christoph Baumgartner | Austria              | 2     |
| Benjamin Hadžić       | Bosnia y Herzegovina | 2     |
| Atakan Akkaynak       | Alemania             | 2     |
| Diogo Dalot           | Portugal             | 2     |
| Miguel Luís           | Portugal             | 2     |
| Fran García           | España               | 2     |
| Joel Asoro            | Suecia               | 2     |